# Chidlowia sanguinea
Genre
Espèce
Chidlowia sanguinea est une espèce de plantes à fleurs dicotylédones de la famille des Fabaceae, sous-famille des Caesalpinioideae. C'est un arbre originaire des régions tropicales d'Afrique de l'Ouest. C'est l'unique espèce acceptée du genre Chidlowia (genre monotypique).

## Description
Ce sont des arbres à feuilles caduques, atteignant généralement 25 mètres de haut, parfois 30 mètres. Le fût, souvent tordu, cannelé, peut atteindre 80, voire 100 cm, de diamètre. Le tronc des grands arbres est souvent creux, ce qui en diminue la valeur commerciale et peut constituer un danger lors de l'abattage.